# El somni català
El somni català és una pel·lícula de drama històric de 2015, escrita i dirigida per Josep Maria Forn i Costa i produïda per Sandra Forn. L'obra narra els darrers 110 anys de la història de Catalunya i els seus anhels de llibertat nacional.
La pel·lícula es va estrenar el 18 de setembre de 2015 en el circuit de cinemes comercials. Concretament, es va projectar a les sales barcelonines del cinema Méliès, el cinema Girona i el Yelmo Icària, l'ACEC Sabadell Imperial, l'ACEC Olot, l'ACEC Manresa, l'ACEC Reus, el Circusa de Montblanc, el Circusa de Bellpuig, el Sucrecines de Vic, els Cinemes Rambla de l'Art de Cambrils, els Funatic de Lleida, els Albeniz de Girona, i els Cinemes Illa Carlemany d'Andorra.
La pel·lícula es va fer amb seqüències d'obres anteriorment dirigides pel propi director, com ara El coronel Macià o Companys, procés a Catalunya. Per aquesta raó, apareixen actors morts anys abans de l'estrena de la pel·lícula, com és el cas d'Ovidi Montllor (m. 1995), Adolfo Marsillach (m. 2002), Alfred Lucchetti (m. 2011) o Juan Luis Galiardo (m. 2012).

## Argument
Vertebrada en l'obra poètica de Ventura Gassol a través de la veu de Montserrat Carulla, la pel·lícula fa un recorregut per fets històrics que, iniciant-se l'any 1904 fins a arribar a l'actualitat, expressen la visió personal del director sobre la lluita dels catalans per a la recuperació dels drets nacionals.